# Федеральне агентство з охорони здоров'я і соціального розвитку
Федеральне агентство з охорони здоров'я і соціального розвитку Росії (Росздрав) — федеральний орган виконавчої влади, який перебував у віданні Міністерства охорони здоров'я і соціального розвитку РФ. Здійснював правозастосовні функції, функції з надання державних послуг і управління державним майном у сфері охорони здоров'я і соціального розвитку, в тому числі:
- видання індивідуальних правових актів, а також ведення реєстрів і регістрів у галузі охорони здоров'я і соціального захисту населення;
- видання державної фармакопеї;
- формування мобілізаційного резерву медичного, санітарно-господарського та іншого майна;
- здійснення спеціальних заходів в період мобілізації та у воєнний час, а також підготування федеральної медичної служби цивільної оборони до надання медичної допомоги;
- надання державних послуг у галузі охорони здоров'я і соціального розвитку.

## Керівник агентства
Бєлєнко Юрій Нікітович.

## Структура центрального апарату агентства
- Планово-фінансове управління
- Управління майна та підрядних організацій
- Управління інвестицій, забезпечення медичними виробами та лікарськими засобами
- Управління організації медико-соціальної допомоги дітям і матерям
- Управління організації медичної допомоги та санаторно-курортного лікування
- Управління соціальної допомоги та підтримки населення
- Управління у справах ветеранів та інвалідів
- Правове управління
- Керування справами

## Скасування агентства
Агентство скасоване Указом Президента РФ від 12.05.2008 N 724.